# Chi-Orioniden
Der Radiant des Meteorstromes Chi-Orioniden, welcher nur eine schwache Aktivität besitzt, befindet sich knapp nördlich des Sternes Chi Orionis. Der Mutterkörper dieses Meteorstromes, dessen Aktivität vom 26. November bis zum 15. Dezember dauert, ist der Asteroid 2201 Oljato.
In manchen Meteorstromlisten taucht der Strom der Chi-Orioniden nicht mehr als eigenständiger Meteorstrom auf, sondern wird mit anderen ekliptiknahen Strömen zu einem ganzjährig aktiven Strom zusammengefasst, der Antihelion-Quelle genannt wird.